# خوان بابلو غوزمان
خوان بابلو غوزمان (بالإسبانية: Juan Pablo Guzmán)‏ هو لاعب كرة مضرب أرجنتيني.

## وصلات خارجية
- خوان بابلو غوزمان على موقع رابطة محترفي التنس (الإنجليزية)
- خوان بابلو غوزمان على موقع الاتحاد الدولي لكرة المضرب (الإنجليزية)
- خوان بابلو غوزمان على موقع خلاصة التنس.كوم (الإنجليزية)

- معلومات عن اللاعب